# Земченко Сергій Владиленович
Сергій Владиленович Земченко (рос. Сергей Владиленович Земченко; нар. 31 травня 1961, Ангарськ, Іркутська область, СРСР) — радянський та український хокеїст, крайній нападник. Майстер спорту міжнародного класу СРСР.

## Спортивна кар'єра
Вихованець ангарського хокею. Разом з Андрієм Земком розпочинав у дитячій команді «Чайка» під керівництвом Льва Анісімова. Брав участь у турнірі «Золота шайба». Згодом обох хлопців запросили до юнацької команди «Єрмака». Тренер В'ячеслав Соколов створив атакувальну ланку Земченко — Земко — Овчинников, і в такому складі вона виступала за сибірський клуб, київський «Сокіл» та молодіжну збірну Радянського Союзу. У команді майстрів «Єрмака» дебютував у 17 років. За два сезони виступів у другій лізі закинув 32 шайби.
Навесні 1980 року його запросили до «Сокола», а Земко й Овчинников приєдналися до команди влітку. У складі молодіжної збірної СРСР здобув бронзову нагороду на чемпіонаті світу 1981 року в Німеччині. На турнірі провів п'ять матчів і тричі вразив ворота суперників. Наступного сезону встановив особистий рекорд результативності — 18 голів у лізі. Протягом усього часу був основним гравцем київського клубу. Вніс вагомий внесок у здобуття бронзових медалей чемпіонату 1984/85. За «Сокіл» виступав до 1988 року. Всього у вищій лізі провів 322 матчі, закинув 85 шайб, зробив 47 результативних передач.
За підсумками сезону 1985/86 був обраний до переліку 34 кращих хокеїстів країни. 2 вересня 1986 року в Стокгольмі захищав кольори національної збірної. Радянські хокеїсти перемогли господарів майданчика у товариському поєдинку з рахунком 2:1.
В чемпіонаті 1987/88 провів шість матчів за інший київський клуб — ШВСМ, який виступав у першій лізі. Наступного сезону захищав кольори «Лади» з Тольятті. З 1989 по 1991 рік був гравцем уфимського «Салавата Юлаєва». Всього у першій лізі провів 149 матчів, закинув 40 шайб, зробив 30 результативних передач.
У 90-х роках виступав за «Подгале» (Новий Торг, Польща), «Спішська Нова Вес» (Словаччина) і київські «Сокіл» та «Беркут». Завершив виступи на хокейному майданчику в сезоні 1997/98. У складі національної збірної України провів п'ять матчів на чемпіонаті світу 1997 року (дивізіон С).

## Тренерська діяльність
1999 року переїхав до Іспанії, де розпочав тренерську діяльність. Спочатку працював з юнацькими командами. З 2001 по 2005 очолював клуб «Хака», чотириразового чемпіона країни. Входив до тренерського штабу юнацької команди московського клубу «Крила Рад» (2005–2009). Працював у команді «Алмаз» (Череповець) із Молодіжної хокейної ліги. З 2013 року тренер-селекціонер череповецької «Сєвєрсталі».
Його сини, Ігор і Гнат, пішли батьківським шляхом — стали хокеїстами.

## Досягнення
- Бронзовий призер чемпіонату СРСР (1): 1985
- Бронзовий призер молодіжного чемпіонату світу (1): 1981

## Статистика
Статистика виступів у вищій лізі чемпіонату СРСР.
| Сезон                    | Команда                  | Ліга                     | І   | Г  | П  | 0   | Штр |
| ------------------------ | ------------------------ | ------------------------ | --- | -- | -- | --- | --- |
| 1980/81                  | «Сокіл» (Київ)           | вища                     | 34  | 5  | 4  | 9   | 20  |
| 1981/82                  | «Сокіл» (Київ)           | вища                     | 52  | 18 | 5  | 23  | 30  |
| 1982/83                  | «Сокіл» (Київ)           | вища                     | 44  | 11 | 5  | 16  | 24  |
| 1983/84                  | «Сокіл» (Київ)           | вища                     | 43  | 10 | 9  | 19  | 10  |
| 1984/85                  | «Сокіл» (Київ)           | вища                     | 35  | 6  | 2  | 8   | 18  |
| 1985/86                  | «Сокіл» (Київ)           | вища                     | 34  | 13 | 8  | 21  | 22  |
| 1986/87                  | «Сокіл» (Київ)           | вища                     | 40  | 13 | 9  | 22  | 22  |
| 1987/88                  | «Сокіл» (Київ)           | вища                     | 40  | 9  | 5  | 14  | 8   |
| Усього у вищій лізі СРСР | Усього у вищій лізі СРСР | Усього у вищій лізі СРСР | 322 | 85 | 47 | 132 | 154 |